# The F Word (телешоу)
The F Word — кулинарное телешоу Гордона Рамзи, идущее на британском Channel 4 начиная с 2005 года. Как и прочие телешоу Рамзи, основной объект интереса в шоу — пища, однако отсутствует фокус на Haute cuisine, как во многих других телепередачах Рамзи. Основная идея телешоу: доказать зрителю, что приготовление вкусной и здоровой пищи вовсе не требует большого количества времени, энергии или затрат.

## Концепция шоу
Основная часть эфирного времени сосредоточена на ресторане, где Гордон и его команда обслуживают 50 посетителей. Всем посетителям предлагается упрощённое меню, состоящее из одного антрэ (Антре), одного основного блюда и одного десерта. Начиная со второго сезона, команда Гордона полностью состоит из непрофессиональных поваров.
В каждой серии проводится небольшое журналистское расследование, напрямую относящееся к еде. Например, оно может быть о пользе лошадиного молока, о качестве сосисок в британских супермаркетах или о привлечении внимания к такому редкому блюду, как коровий желудок.
По традиции, из серии в серию Гордон принимает кулинарный вызов от знаменитостей. Известный человек (как правило, не повар) заранее объявляет своё «фирменное» блюдо, и Гордон должен приготовить такое же или очень похожее блюдо. После чего судьи, подобранные из посетителей ресторана, выбирают лучшее.
В течение каждого сезона Гордон выращивает несколько живых представителей того или иного типа мяса, и в финальном эпизоде подаёт их в качестве основного блюда в ресторане. Данный аспект телешоу вызвал достаточно бурный поток критики в его адрес, так как убийство животных было показано безо всякой цензуры или купюр. Однако, по заявлениям Рамзи, это и было основной целью — показать, что всё то мясо, которое покупается обычным обывателем в магазине, добывается вполне конкретным способом, а именно убийством животных. При этом Рамзи не является вегетарианцем и даже открыто выражает неприятие концепции вегетарианства.

### Первый сезон
Первый сезон стартовал 27 октября 2005 года. В каждой серии участвовали два новичка и 3-4 профессиональных повара. В конце серии выбирался лучший новичок, который продвигался в следующий этап конкурса. В результате из 12 непрофессионалов был выбран один, которому была предложена работа в одном из ресторанов Рамзи. Основным журналистом сезона был Джилз Корен, известный ресторанный критик из Таймс.
В качестве главного блюда меню рождественского ужина была использована индейка. Шесть птиц, названных в честь известных британских шефов, в течение 12 недель жили во дворе семейства Рамзи, а в предпоследнем эпизоде были убиты с помощью электрошока.
За сезон (9 эпизодов) Гордон выиграл всего лишь два «вызова», остальные 6 проиграл (в одной из серий соревнование не проводилось). Причём один из выигранных «вызовов» был проигран его собственной матерью — Хэлен Рамзи.
В финальном эпизоде первого сезона Гордон посетил тюрьму города Донкастер, где вызвал на «дуэль» по резке лука одного из заключённых. Рамзи проиграл состязание и был настолько впечатлён мастерством последнего, что незамедлительно предложил ему работу, как только тот выйдет из тюрьмы.
Достаточно большой резонанс в прессе вызвала кампания «Вернём женщин на кухню» (англ. Get Women Back in the Kitchen), проводимая в рамках первого сезона. Несмотря на сексистский тон названия, основной целью кампании была помощь женщинам, не умеющим готовить, но желающим научиться. В рамках кампании Гордон посещал обычные британские семьи и помогал женщинам готовить воскресный обед. Несмотря на то, что у кампании были свои сторонники, было и немало противников, в результате чего в следующих сезонах телешоу проводились кампании с более нейтральными названиями.

### Второй сезон
Во втором сезоне правила слегка изменились, и теперь вместо двух новичков в каждой серии вся кухонная команда Гордона состояла из четырёх непрофессиональных поваров, и состязание шло за приз участия в последнем, финальном эпизоде сезона. Победитель определялся путём подсчёта количества посетителей ресторана, готовых заплатить за каждое из блюд. По результатам всего сезона выиграла команда диспетчеров службы «скорой помощи» со счётом 128 из 150; в финальном эпизоде они улучшили своё достижение до 146 из 150. Ни тот, ни другой результат так и не были побиты в третьем сезоне.
Журналистские расследования приобрели более серьёзный и глубокий смысл во втором сезоне благодаря новому репортёру — Джанет Стрит-Портер. Большинство репортажей имели явный подтекст в пользу защиты животных, однако в весьма непривычном ракурсе. Например, вместо запрета на убой животных был пропагандирован убой старых животных с целью использования в пищевой промышленности.
В качестве животных для финального эпизода были использованы свиньи, а точнее редкий Беркширский вид, выведенный в Великобритании. Свиньи были названы в честь двух телеведущих-модельеров: Тринни и Сьюзанны. Несмотря на то, что все члены семьи привязались к свинкам, обеих свиней забили и подали на стол в последнем эпизоде.
Правила «кулинарного поединка» были изменены, во втором сезоне вместо десерта был разрешён «бой» на любом рецепте. После двух поражений подряд Гордон выиграл следующие пять «поединков», а последний закончился ничьей — в итоге счёт оказался 3,5:5,5.
Кампания второго сезона прошла под заголовком «Воскресный обед» (англ. Sunday Lunch), в которой Гордон учил одного из супругов семьи, где не умеют готовить, делать воскресный обед. В качестве мотивации прилагались социологические исследования, подтверждающие, что дети из семей, собирающихся хотя бы раз в неделю за общим столом, вырастают более благополучными взрослыми.

### Третий сезон
В третьем сезоне формат практически не изменился, только лишь появились новые команды, новая кампания «Фастфуд ещё не значит нездоровая пища» (англ. Fast food doesn't have to mean junk food) и новый конкурс «Найдите мне Фанни» (англ. Find me a Fanny).
В ходе кампании «Фастфуд ещё не значит нездоровая пища» Гордон апеллировал к людям, оправдывающим своё нежелание готовить отсутствием времени, и в каждой передаче посещал одного из них, чтобы продемонстрировать простые и быстрые рецепты вкусной пищи. В среднем каждый такой рецепт занимал не более 11—12 минут.
Конкурс «Найдите мне Фанни», названный по имени ресторанного критика Фанни Крадок, заключался в том, что все желающие могли прислать свой видеоматериал в редакцию телешоу с записью видеорецепта. Оценивалась как сама подача рецепта, так и стиль ведущей. Из 1300 претенденток были отобраны 50, которые и составили 50 посетителей восьмого эпизода третьего сезона. В конце эпизода были представлены последние три номинанта. Каждая претендентка получила 20 минут времени, чтобы приготовить своё фирменное блюдо и предоставить его на суд трёх шефов, включая самого Рамзи.
В третьем эпизоде в качестве животных на убой были выбраны две овцы. Так как обе овцы были «уроженцами» Уэльса, Гордон решил их назвать в честь двух известных валлийцев: певицы Шарлотты Чёрч и регбиста Гэвина Хэнсона, как всегда, не скрывая саркастического намёка на их славу.
«Рецептные баталии» в третьем сезоне также были выиграны Гордоном Рамзи со счётом 6:3.

### Четвёртый сезон
Трансляция четвёртого сезона началась 13 мая 2008 года, после почти двухлетнего перерыва. В новом сезоне на кухню приглашались семьи, нередко ими оказывались семьи британских знаменитостей.
В качестве «домашнего» мяса выбрана телятина, однако разведением на этот раз занималась Джанет Стрит-Портер.